# Байер, Йозеф (композитор)
Йозеф Байер (нем. Josef Bayer; 6 марта 1852, Вена — 12 марта 1913, Вена) — австрийский дирижёр и композитор.

## Биография
Йозеф Байер родился 6 марта 1852 года в Вене. Окончил Венскую консерваторию, учился у Йозефа Хельмесбергера-старшего (скрипка) и Отто Дессоффа (композиция), а также у Антона Брукнера. С 1870 г. играл на скрипке в оркестре Венской придворной оперы. В 1883 г. получил должность придворного капельмейстера, с 1885 г. и до конца жизни художественный руководитель балета в придворной опере. 
Является автором 22 балетов, многие из которых были поставлены И. Хасрейтером в Венской опере, в том числе: «Венский вальс» (1885), «Фея кукол» (1888), «Солнце и земля» (1889), «Танцевальная сказка» (1890), «Красное и черное» (1891), «Любовь Буршей» и «Вокруг Вены» (оба — 1894), «Маленький мир» (1904), «Фарфоровые безделушки» (1908)..
Среди двух десятков балетов, созданных Байером, наибольшим успехом пользовались два: «Фея кукол» - (нем. Die Puppenfee; 1888)— балет, в музыке которого слышатся отголоски венской музыкальной жизни XIX в., мелодии, напоминающие произведения Ф. Шуберта и И. Штрауса, и основанный в значительной степени на популярных мелодиях других венских композиторов «Венские вальсы» (нем. Wiener Walzer; 1885). Ему принадлежит также несколько оперетт, в том числе «Мистер Менелай» (нем. Mister Menelaus; 1896), «Фройляйн Ведьма» (нем. Fräulein Hexe; 1898), «Начальник полиции» (нем. Der Polizeichef; 1904), вальсы, марши, польки.
Помимо прочего, Байеру было поручено завершить работу над балетом «Золушка», последним неоконченным произведением Иоганна Штрауса, с условием использовать при этом только музыку самого Штрауса. Завершённая Байером работа вызвала резкое недовольство Густава Малера, посчитавшего, что музыка балета отклоняется от штраусовского духа, и поэтому «Золушка» Штрауса в обработке Байера впервые была поставлена в 1901 году в Берлине и лишь семь лет спустя появилась на венской сцене.
Йозеф Байер умер 12 марта 1913 года в родном городе.